# Hat Yai

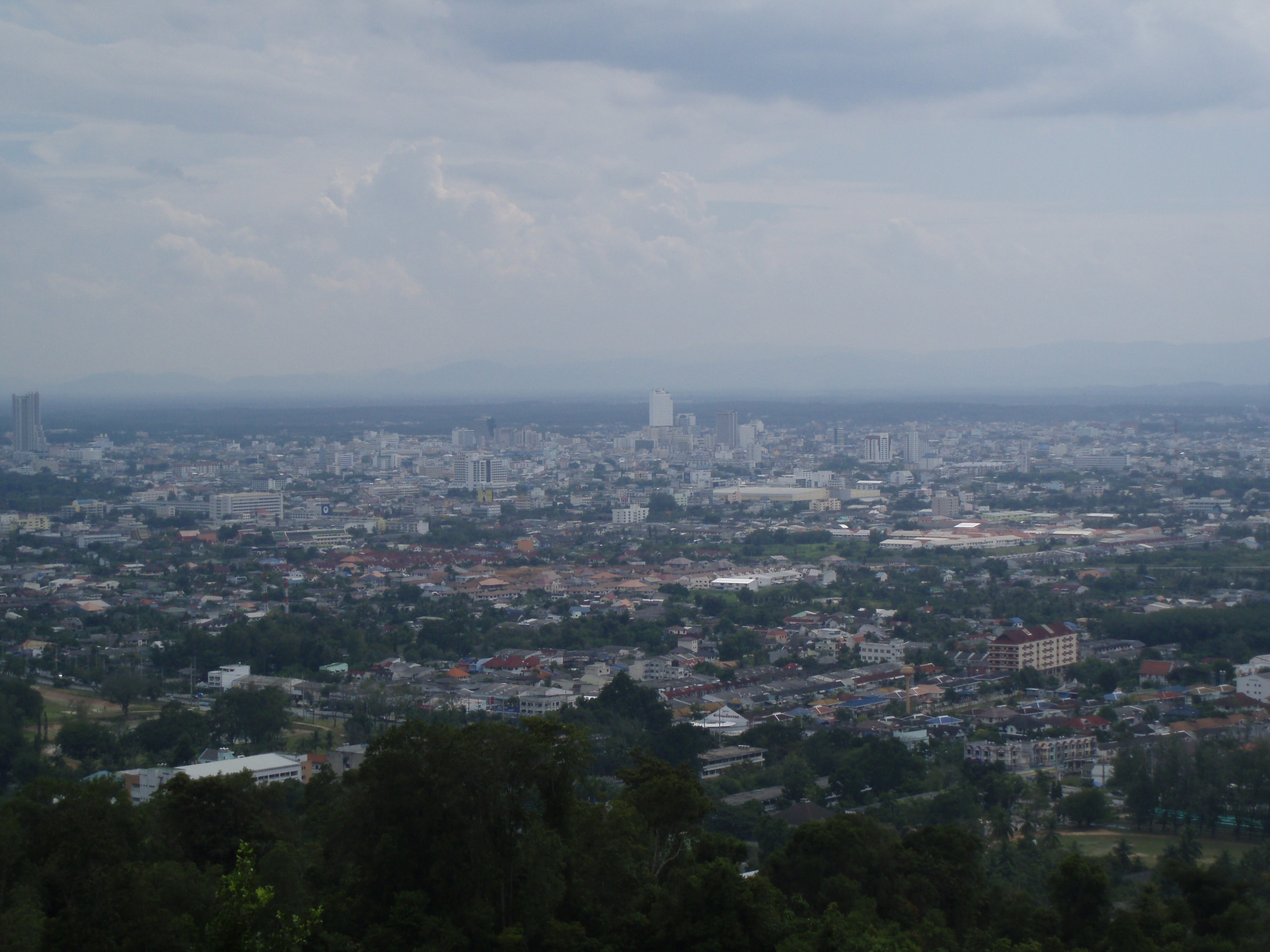
Blick über Hat Yai

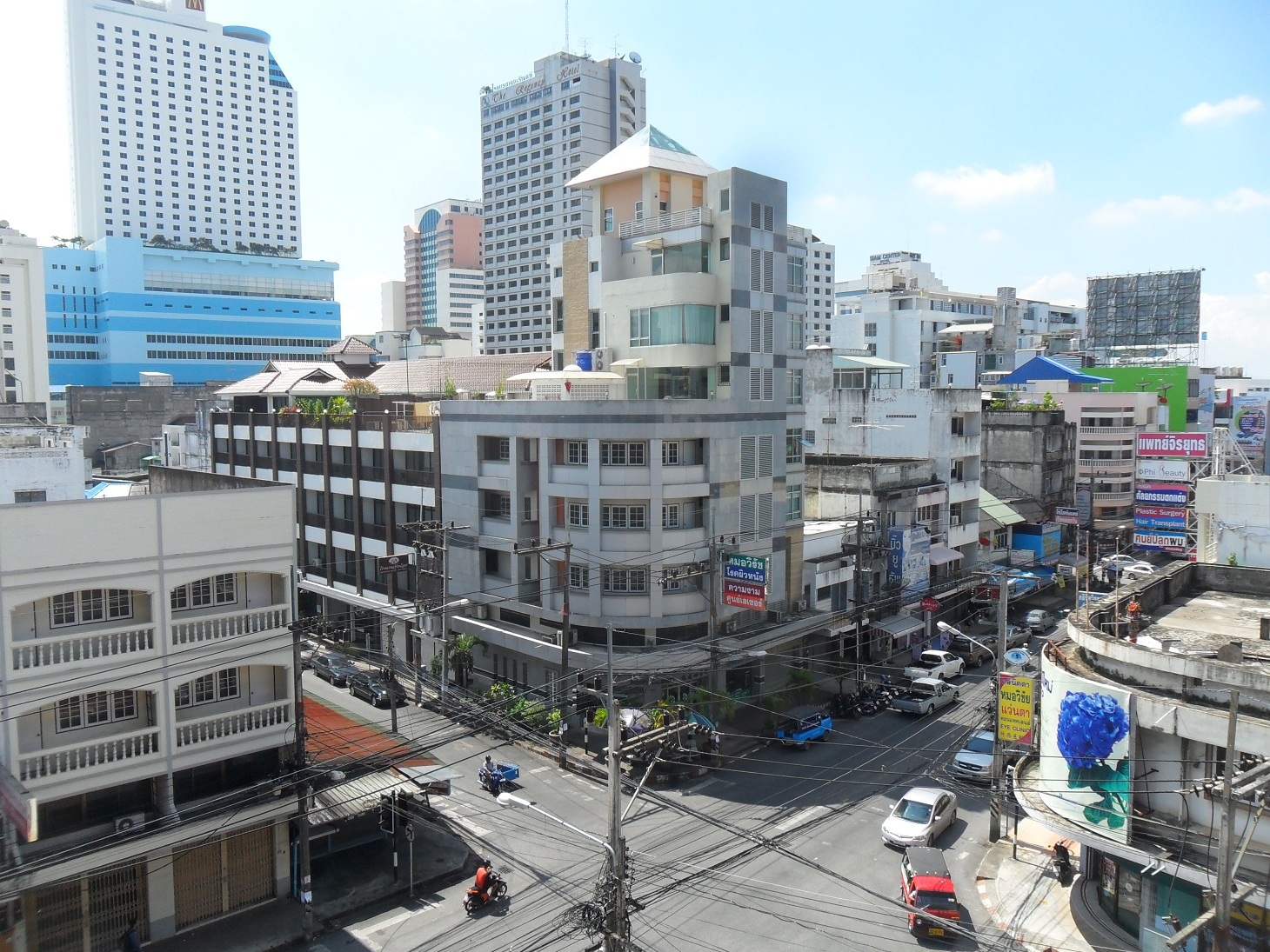
Straßenkreuzung in der Innenstadt von Hat Yai

Hat Yai (auch Haad Yai, Thai: หาดใหญ่) ist mit 156.802 Einwohnern (2019) die größte Stadt in Südthailand. Sie liegt in der Provinz Songkhla und ist die Hauptstadt des Landkreises (Amphoe) Hat Yai. Seit 1995 hat sie den Status einer Großstadt (Thesaban Nakhon).
Der Name Hat Yai ist abgeleitet von Mahat Yai (มะหาดใหญ่), was übersetzt „Großer Mahat-Baum“ (Artocarpus lacucha) heißt.

## Geografie und Bevölkerung
Die Stadt liegt im Süden des Landes, etwa 55 Kilometer nördlich der Grenze zu Malaysia, im Tal des stark regulierten U-Taphao-Flusses (Thai: คลองอู่ตะเภา), das sich hier in eine nach Norden hin abfallende Ebene weitet. Diese Ebene wird im Osten von hügeligen Erhebungen begrenzt, weshalb das Stadtgebiet von Hat Yai nach Osten hin leicht ansteigt. Der Tambon Hat Yai liegt auf einer durchschnittlichen Meereshöhe von 47 Metern. Durch das Stadtzentrum mäandert der Khlong Toei (Thai: คลองเตย), ein Nebenarm des U-Taphao-Flusses. Der U-Taphao selbst umfließt den Tambon Hat Yai an seinem Westrand und mündet 20 km nördlich in das Binnenmeer Songkhla-See.
Hat Yai hat sich in den rund einhundert Jahren seit seiner Gründung an einem Eisenbahnknoten zur bevölkerungsreichsten Stadt der gesamten Südregion Thailands entwickelt. Hauptstadt der die Stadt umgebenden Provinz Songkhla blieb jedoch das wesentlich ältere, etwa 30 km westlich von Hat Yai am Golf von Thailand gelegene Songkhla.
Die Kernstadt Hat Yai in den Grenzen der gleichnamigen Kommune (Tambon) zählte im Jahr 2019 156.802 Einwohner auf einer Fläche von 21 km².
In der städtischen Agglomeration, die sich bis an die Grenzen des Landkreises Amphoe Hat Yai erstreckt und die Vorstädte Khuan Lang, Kho Hong, Khlong Hae und Ban Phru einschließt, lebten im Jahr 2010 mehr als 400.000 Menschen, in der Konurbation mit der Nachbarstadt Songkhla rund 800.000 Menschen.

## Klima und Hochwassergefährdung
In Hat Yai herrscht wie in ganz Südthailand tropisch-feuchtes monsunales Klima. Im langjährigen Durchschnitt liegen die Tageshöchstwerte in allen Monaten um oder über 30 °C, in den heißesten Monaten März und April steigen sie auf 34 °C an.
Mit Ausnahme der vergleichsweise trockenen Monate Februar und März fällt das ganze Jahr über reichlich Niederschlag, meist in Form von kurzen, heftigen Schauern, nach denen es rasch wieder aufklart.
In der Regenzeit gegen Jahresende hin erfolgt eine deutliche Steigerung der Niederschlagshäufigkeit und -heftigkeit, von Anfang Oktober bis Ende Dezember fällt fast die Hälfte der gesamten jährlichen Niederschlagsmenge von rund 1700 mm, die Stadt und ihr Umland sind in dieser Zeit besonders hochwassergefährdet. Zwar entschlossen sich die lokalen Behörden nach dem verheerenden Hochwasser des Jahres 2000 zum Bau von Hochwasserumleitungskanälen, die Wasser von Starkregen am Siedlungsgebiet vorbei in den Songkhla-See ableiten, jedoch konnte auch diese im Jahr 2010 abgeschlossene Maßnahme erneute verheerende Überflutungen unter anderem in den Jahren 2010, 2014 und zuletzt im November 2024 nicht verhindern.

## Verkehr
Die Stadt liegt an der Südbahn der Thailändischen Staatsbahn, die von Bangkok durch Malaysia nach Singapur führt. Der internationale Bahnhof von Hat Yai, offiziell als Hat Yai Junction (Thai: ชุมทางหาดใหญ่) gelistet, ist der größte in Süd-Thailand. Hier werden pro Tag 28 Züge abgefertigt, 26 Züge der SRT (State Railway of Thailand) und zwei (Ekspres Langawi) der malaysischen KTMB. Letztere werden auf dem internationalen Strang der Südbahn geführt, der von Hat Yai nach Südwesten in Richtung des malaysischen Grenzbahnhofs Padang Besar verläuft, während die nationalen Fernreisezüge in südöstlicher Richtung über Pattani und Yala verkehren und mehrheitlich im Grenzbahnhof Su-ngai Kolok enden.
Vom nahe der Central Festival-Einkaufsmall gelegenen Busterminal der Stadt Hat Yai verkehren Reisebusse unter anderem nach Bangkok, Nakhon Ratchasima, Krabi und Phuket, zahlreiche weitere Destinationen in der Region sind mit Minivans erreichbar.
Innerstädtisch ist Hat Yai nicht durch öffentliche Verkehrsmittel erschlossen. Wie auch in anderen thailändischen Großstädten bewältigen Tuk-Tuks, Grab-Taxis und Motorradtaxis den innerstädtischen Personennahverkehr. Zusätzlich verkehren private Sammeltaxis, sogenannte Songthaew, tagsüber in kurzen Intervallen auf den ringförmig um das Zentrum verlaufenden Hauptverkehrsstraßen (u. a. Phet Kasem und Kanjanavanich Road) und einigen weiteren Routen.
Am südwestlichen Stadtrand befindet sich der internationale Flughafen Hat Yai (IATA-Code: HDY), in dem als einem der fünf meistfrequentierten Flughäfen Thailands in den Jahren 2017 und 2018 jeweils über 4 Millionen Passagiere abgefertigt wurden.
Der Asian Highway 2 verläuft von Bangkok kommend parallel zum internationalen Strang der Südbahn von Hat Yai südwärts nach Kedah, und von dort weiter entlang der Westküste der Malaiischen Halbinsel nach Kuala Lumpur und Singapur.

## Geschichte

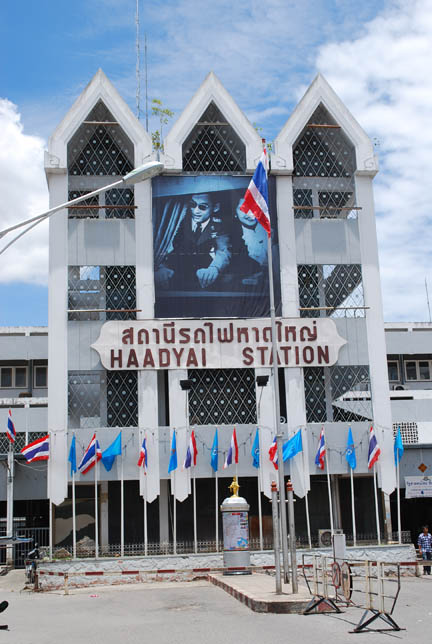
Der Bahnhof von Hat Yai

Bis zum Anschluss an das Eisenbahnnetz im Jahr 1922 war Hat Yai nur ein kleiner Ort, der ursprünglich Khok Samet Chun hieß. Zu jener Zeit hatte Khok Samet Chun nur vier Einwohner, aber durch Investitionen von Khun Niphat-Chin-Nakhon (Thai: ขุนนิพัทธ์จีนนคร, chinesisch 謝枢泗, Jia Gi Si, * 30. Oktober 1886; † 10. Dezember 1972, ein Hokkien-Chinese, Unternehmer für die Eisenbahn-Verbindung von Nakhon Si Thammarat nach Pattani) wuchs es schnell zu einer kleinen Stadt heran.
Die Abzweigung der Bahnstrecke Bangkok – Padang Besar (Malaysia) nach Songkhla lag ursprünglich bei Khlong U Tapao, etwa 3 km nördlich des heutigen Hat Yai. Da dieser Ort aber oft Überschwemmungen ausgeliefert war, verlegte die RSR (Royal Siamese Railway, die heutige State Railway of Thailand) die Abzweigung an den heutigen Ort, U Tapao wurde zum Haltepunkt der Bahn nach Songkhla „degradiert“, am 1. Juli 1978 wurde die Bahnstrecke nach Songkhla ganz geschlossen. Reste der Gleisanlagen sind noch heute zu sehen.
Ab 1922 wurde Hat Yai stetig größer, maßgeblich aufgrund seiner Rolle als Umschlagplatz im florierenden Handel mit Kautschuk. Es wurde 1928 zunächst zum Sukhaphiban (Sanitärbezirk) erklärt, 1935 zur Thesaban Tambon (Kleinstadt). Im Jahre 1949 wurde ihr der Stadt-Status (Thesaban Mueang) verliehen, 1995 sie zur Großstadt (Thesaban Nakhon) heraufgestuft.
Hat Yai ist kulturell eindeutig von der Bevölkerungsgruppe der chinesischstämmigen Thailänder geprägt. Waren diese im Rahmen der „Thaiisierungs“-Politik zunächst gedrängt, ihr eigenes ethnisches Erbe zu verleugnen und sich zu assimilieren, kann seit dem wirtschaftlichen Boom der 1980er-Jahre eine verstärkte Emanzipation und Rückbesinnung auf die eigenen Wurzeln beobachtet werden. Nach außen hin sichtbar zeigt sich dies in Hat Yai unter anderem an der Statue der weiblichen Bodhisattva Guanyin und an der Feier des Thesakan Kin Che („vegetarisches Fest der neun Kaisergötter“) an neun Tagen Ende September bis Anfang Oktober.
Wesentlich zur Prosperität von Hat Yai hat auch der Tourismus beigetragen. Die Besucher kommen zu einem bedeutenden Teil aus Malaysia. Dabei spielt auch der Sextourismus eine bedeutende Rolle, da Prostitution in Malaysia wesentlich strenger verfolgt wird als in Thailand.
Am 2. Dezember 1989 wurde hier das Abkommen von Hat Yai zwischen der Kommunistischen Partei Malayas und der malaysischen Regierung sowie der thailändischen Armee geschlossen, wonach erstere ihren bewaffneten Kampf aufgab.

## Bildungseinrichtungen
In Hat Yai befindet sich der größte Campus der Prince of Songkla-Universität. Daneben gibt es seit 2002 eine buddhistische Hochschule der Mahayana-Strömung, die Mahapanya Vidayalai.

## Gesundheitswesen
Mit zwei großen staatlichen Krankenhäusern, dem Klinikum der Prince of Songkhla-Universität auf dem Universitätscampus im Westen der Stadt und dem vom Gesundheitsministerium betriebenen Hatyai Hospital im Stadtzentrum, sowie zahlreichen privat betriebenen Krankenhäusern und Kliniken nimmt die Stadt Hat Yai in der Gesundheitsversorgung der Südprovinzen Thailands überregionale Bedeutung ein.

## Kunst und Sehenswürdigkeiten

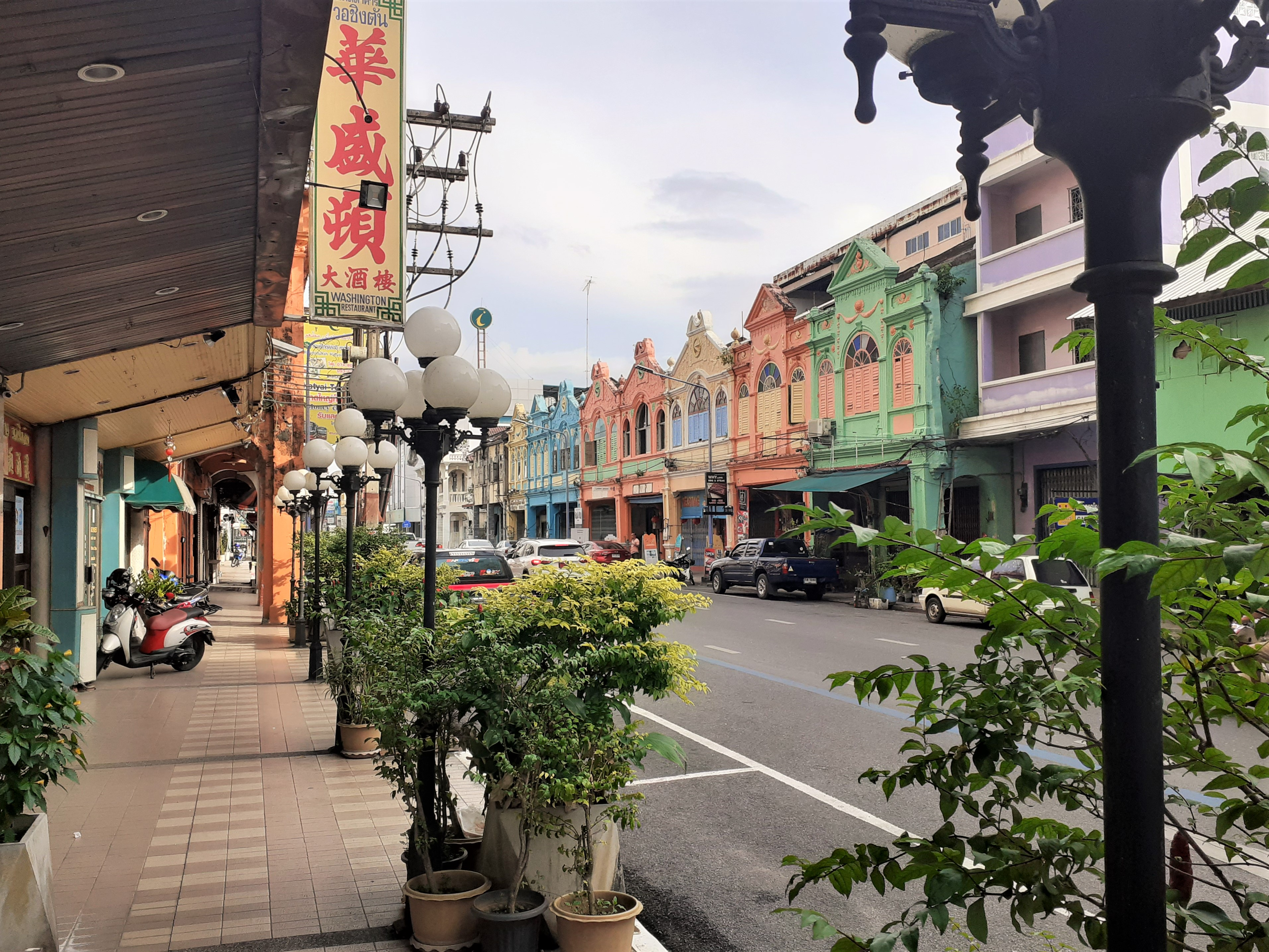
Historische Ladenhäuser im Stadtzentrum (Nipat-Uthit-1-Str.)

Als relativ junge Stadtgründung ist Hat Yai nicht annähernd so reich an Sehenswürdigkeiten wie die bedeutend ältere Provinzhauptstadt Songkhla. Wie Songkhla bietet jedoch auch Hat Yai dank seiner multiethnischen Demographie speziell im gastronomisch und architektonisch sino-thailändisch geprägten Stadtzentrum ein lebendiges Bild kultureller Diversität.
- Wat Chue Chang unweit des Kim Yong-Marktes: imposanter chinesisch-buddhistischer Tempel jüngeren Entstehungsdatums.
- Wat Hat Yai Nai an der Phet-Khasem-Straße, südwestlich des Zentrums gelegen: thai-buddhistischer Tempel, der eine 35 Meter lange und 15 Meter hohe liegende Buddha-Statue beherbergt.
- Chinesisch-buddhistische Schreine: Diese finden sich, in unterschiedlicher Größe, in großer Zahl über das ganze Stadtgebiet verteilt, vor allem aber im dicht bebauten innerstädtischen Bereich.
- Historische Ladenhäuser entlang der zentralen Niphat-Uthit-1-Straße: Im sino-portugiesischen Architekturstil errichtet, beherbergen diese zweistöckigen Gebäude heute mehrheitlich Cafés, Restaurants und Bars.
- Kho-Hong-Hügel: Mit einer Seilbahn gelangt man vom weitläufigen Stadtpark im Nordosten der Stadt auf diese felsige Erhebung, auf der eine monumentale stehende Buddhastatue errichtet wurde. Von der Aussichtsplattform bietet sich ein Blick über die Stadt und ihr fruchtbares Umland hinweg nach Süden, der bei klarer Sicht bis an die dicht bewaldete Bergkette des Nationalparks Khao Nam Khang an der Grenze zu Malaysia reicht.
- PSU Art Gallery auf dem Universitätscampus der Prince of Songkhla-Universität: die größte Kunstgalerie der Stadt, unweit davon mit der Siam Art Gallery ein weiterer Ausstellungsraum. Außerdem ist Hat Yai Sitz der South Thailand International Artist Association, die im zentralen Lee Gardens Plaza Hotel die Common Art Gallery bespielt.

## Sport
Das Chira Nakhon Stadium ist in Hat Yai beheimatet.